# Premiul Independent Spirit pentru cel mai bun film
Premiul Independent Spirit pentru cel mai bun film (în engleză Independent Spirit Award for Best Film) este unul dintre premiile anuale acordate de Film Independent, o organizație non-profit dedicată filmelor independente și realizatorilor de film independenți. A fost acordat pentru prima dată în 1985. Filmul O noapte ciudată (After Hours) al lui Martin Scorsese a fost primul beneficiar al premiului.

## Câștigători și nominalizări

### Legenda
- ≠ indică că filmul câștigător este, de asemenea, câștigător al Premiului Oscar pentru cel mai bun film.
- ° indică că filmul câștigător este, de asemenea, nominalizat la Premiul Oscar pentru cel mai bun film.

### Anii 1980
| An   | Câștigător               | Compania de distribuție           | Regizor(i)              |
| ---- | ------------------------ | --------------------------------- | ----------------------- |
| 1985 | After Hours              | Warner Bros.                      | Martin Scorsese         |
| 1985 | Sânge pentru sânge       | Circle Films                      | Joel Coen și Ethan Coen |
| 1985 | Smooth Talk              | Goldcrest Films                   | Joyce Chopra            |
| 1985 | The Trip to Bountiful    | Island Pictures                   | Peter Masterson         |
| 1986 | Platoon≠                 | Orion Pictures                    | Oliver Stone            |
| 1986 | Blue Velvet              | De Laurentiis Entertainment Group | David Lynch             |
| 1986 | Down by Law              | Island Pictures                   | Jim Jarmusch            |
| 1986 | On Valentine's Day       | Angelika Films                    | Ken Harrison            |
| 1986 | Salvador                 | Hemdale Film Corporation          | Oliver Stone            |
| 1986 | Stand by Me              | Columbia Pictures                 | Rob Reiner              |
| 1987 | River's Edge             | Island Pictures                   | Tim Hunter              |
| 1987 | The Big Easy             | Columbia Pictures                 | Jim McBride             |
| 1987 | The Dead                 | Vestron Pictures                  | John Huston             |
| 1987 | Matewan                  | Cinecom Pictures                  | John Sayles             |
| 1987 | Swimming to Cambodia     | Cinecom Pictures                  | Jonathan Demme          |
| 1987 | Tough Guys Don't Dance   | The Cannon Group, Inc.            | Norman Mailer           |
| 1988 | Stand and Deliver        | Warner Bros.                      | Ramon Menendez          |
| 1988 | Hairspray                | New Line Cinema                   | John Waters             |
| 1988 | Patti Rocks              | FilmDallas Pictures               | David Burton Morris     |
| 1988 | The Thin Blue Line       | Miramax Films                     | Errol Morris            |
| 1988 | Torch Song Trilogy       | New Line Cinema                   | Paul Bogart             |
| 1989 | Sex, Lies, and Videotape | Miramax Films                     | Steven Soderbergh       |
| 1989 | Drugstore Cowboy         | International Video Entertainment | Gus Van Sant            |
| 1989 | Heat and Sunlight        | Silverlight Pictures              | Rob Nilsson             |
| 1989 | Mystery Train            | Orion Classics                    | Jim Jarmusch            |
| 1989 | True Love                | United Artists                    | Nancy Savoca            |

### Anii 1990
| An   | Câștigător                         | Compania de distribuție    | Regizor(i)                  |
| ---- | ---------------------------------- | -------------------------- | --------------------------- |
| 1990 | The Grifters                       | Miramax Films              | Stephen Frears              |
| 1990 | Henry: Portrait of a Serial Killer | Greycat Films              | John McNaughton             |
| 1990 | The Plot Against Harry             | New Yorker Films           | Michael Roemer              |
| 1990 | Pump Up the Volume                 | New Line Cinema            | Allan Moyle                 |
| 1990 | To Sleep with Anger                | The Samuel Goldwyn Company | Charles Burnett             |
| 1991 | Rambling Rose                      | New Line/Seven Arts        | Martha Coolidge             |
| 1991 | City of Hope                       | The Samuel Goldwyn Company | John Sayles                 |
| 1991 | Hangin' with the Homeboys          | New Line Cinema            | Joseph Vasquez              |
| 1991 | Homicide                           | Triumph Films              | David Mamet                 |
| 1991 | My Own Private Idaho               | Fine Line Features         | Gus Van Sant                |
| 1992 | The Player                         | Fine Line Features         | Robert Altman               |
| 1992 | Bad Lieutenant                     | Aries Films                | Abel Ferrara                |
| 1992 | Gas Food Lodging                   | Cineville                  | Allison Anders              |
| 1992 | Mississippi Masala                 | The Samuel Goldwyn Company | Mira Nair                   |
| 1992 | One False Move                     | I.R.S. Releasing           | Carl Franklin               |
| 1993 | Short Cuts                         | Fine Line Features         | Robert Altman               |
| 1993 | Equinox                            | IRS Media                  | Alan Rudolph                |
| 1993 | Much Ado About Nothing             | The Samuel Goldwyn Company | Kenneth Branagh             |
| 1993 | Ruby in Paradise                   | October Films              | Victor Nuñez                |
| 1993 | The Wedding Banquet                | The Samuel Goldwyn Company | Ang Lee                     |
| 1994 | Pulp Fiction°                      | Miramax Films              | Quentin Tarantino           |
| 1994 | Bullets over Broadway              | Miramax Films              | Woody Allen                 |
| 1994 | Eat Drink Man Woman                | The Samuel Goldwyn Company | Ang Lee                     |
| 1994 | Mrs. Parker and the Vicious Circle | Fine Line Features         | Alan Rudolph                |
| 1994 | Wes Craven's New Nightmare         | New Line Cinema            | Wes Craven                  |
| 1995 | Leaving Las Vegas                  | United Artists             | Mike Figgis                 |
| 1995 | The Addiction                      | October Films              | Abel Ferrara                |
| 1995 | Living in Oblivion                 | Sony Pictures Classics     | Tom DiCillo                 |
| 1995 | Safe                               | Sony Pictures Classics     | Todd Haynes                 |
| 1995 | The Secret of Roan Inish           | Sony Pictures Classics     | John Sayles                 |
| 1996 | Fargo°                             | Gramercy Pictures          | Joel Coen                   |
| 1996 | Dead Man                           | Miramax Films              | Jim Jarmusch                |
| 1996 | The Funeral                        | October Films              | Abel Ferrara                |
| 1996 | Lone Star                          | Sony Pictures Classics     | John Sayles                 |
| 1996 | Welcome to the Dollhouse           | Sony Pictures Classics     | Todd Solondz                |
| 1997 | The Apostle                        | October Films              | Robert Duvall               |
| 1997 | Chasing Amy                        | Miramax Films              | Kevin Smith                 |
| 1997 | Loved                              | MDP Worldwide              | Erin Dignam                 |
| 1997 | Ulee's Gold                        | Orion Pictures             | Victor Nuñez                |
| 1997 | Waiting for Guffman                | Sony Pictures Classics     | Christopher Guest           |
| 1998 | Gods and Monsters                  | Lionsgate Films            | Bill Condon                 |
| 1998 | Affliction                         | Lionsgate Films            | Paul Schrader               |
| 1998 | Claire Dolan                       | New Yorker Films           | Lodge Kerrigan              |
| 1998 | A Soldier's Daughter Never Cries   | October Films              | James Ivory                 |
| 1998 | Velvet Goldmine                    | Miramax Films              | Todd Haynes                 |
| 1999 | Election                           | Paramount Pictures         | Alexander Payne             |
| 1999 | Cookie's Fortune                   | October Films              | Robert Altman               |
| 1999 | The Limey                          | Artisan Entertainment      | Steven Soderbergh           |
| 1999 | The Straight Story                 | Walt Disney Pictures       | David Lynch                 |
| 1999 | Sugar Town                         | October Films/USA Films    | Allison Anders și Kurt Voss |

### Anii 2000
| An   | Câștigător                              | Compania de distribuție           | Regizor(i)                              |
| ---- | --------------------------------------- | --------------------------------- | --------------------------------------- |
| 2000 | Crouching Tiger, Hidden Dragon°         | Sony Pictures Classics            | Ang Lee                                 |
| 2000 | Before Night Falls                      | Fine Line Features                | Julian Schnabel                         |
| 2000 | George Washington                       | ContentFilm International         | David Gordon Green                      |
| 2000 | Ghost Dog: The Way of the Samurai       | Artisan Entertainment             | Jim Jarmusch                            |
| 2000 | Requiem for a Dream                     | Artisan Entertainment             | Darren Aronofsky                        |
| 2001 | Memento                                 | Newmarket Films                   | Christopher Nolan                       |
| 2001 | Hedwig and the Angry Inch               | Fine Line Features                | John Cameron Mitchell                   |
| 2001 | L.I.E.                                  | New Yorker Films                  | Michael Cuesta                          |
| 2001 | Things Behind the Sun                   | Showtime Networks                 | Allison Anders                          |
| 2001 | Waking Life                             | Fox Searchlight                   | Richard Linklater                       |
| 2002 | Far from Heaven                         | Focus Features                    | Todd Haynes                             |
| 2002 | The Good Girl                           | Fox Searchlight                   | Miguel Arteta                           |
| 2002 | Lovely & Amazing                        | Lionsgate Films                   | Nicole Holofcener                       |
| 2002 | Secretary                               | Lionsgate Films                   | Steven Shainberg                        |
| 2002 | Tully                                   | Small Planet Pictures             | Hilary Birmingham                       |
| 2003 | Lost in Translation°                    | Focus Features                    | Sofia Coppola                           |
| 2003 | American Splendor                       | HBO Films                         | Shari Springer Berman și Robert Pulcini |
| 2003 | In America                              | Fox Searchlight                   | Jim Sheridan                            |
| 2003 | Raising Victor Vargas                   | Samuel Goldwyn Films              | Peter Sollett                           |
| 2003 | Shattered Glass                         | Lions Gate Films                  | Billy Ray                               |
| 2004 | Sideways°                               | Fox Searchlight                   | Alexander Payne                         |
| 2004 | Baadasssss!                             | Sony Pictures Classics            | Mario Van Peebles                       |
| 2004 | Kinsey                                  | Fox Searchlight                   | Bill Condon                             |
| 2004 | Maria Full of Grace                     | Fine Line Features                | Joshua Marston                          |
| 2004 | Primer                                  | THINKFilm                         | Shane Carruth                           |
| 2005 | Brokeback Mountain°                     | Focus Features                    | Ang Lee                                 |
| 2005 | Capote°                                 | Sony Pictures Classics            | Bennett Miller                          |
| 2005 | Good Night, and Good Luck°              | Warner Independent Pictures       | George Clooney                          |
| 2005 | The Squid and the Whale                 | Samuel Goldwyn Films              | Noah Baumbach                           |
| 2005 | The Three Burials of Melquiades Estrada | Sony Pictures Classics            | Tommy Lee Jones                         |
| 2006 | Little Miss Sunshine°                   | Fox Searchlight                   | Jonathan Dayton and Valerie Faris       |
| 2006 | American Gun                            | IFC Films                         | Aric Avelino                            |
| 2006 | The Dead Girl                           | First Look International          | Karen Moncrieff                         |
| 2006 | Half Nelson                             | THINKFilm                         | Ryan Fleck                              |
| 2006 | Pan's Labyrinth                         | Picturehouse                      | Guillermo del Toro                      |
| 2007 | Juno°                                   | Fox Searchlight                   | Jason Reitman                           |
| 2007 | The Diving Bell and the Butterfly       | Miramax Films                     | Julian Schnabel                         |
| 2007 | I'm Not There                           | The Weinstein Company             | Todd Haynes                             |
| 2007 | A Mighty Heart                          | Paramount Vantage                 | Michael Winterbottom                    |
| 2007 | Paranoid Park                           | IFC Films                         | Gus Van Sant                            |
| 2008 | The Wrestler                            | Fox Searchlight                   | Darren Aronofsky                        |
| 2008 | Ballast                                 | Alluvial Film Company             | Lance Hammer                            |
| 2008 | Frozen River                            | Sony Pictures Classics            | Courtney Hunt                           |
| 2008 | Rachel Getting Married                  | Sony Pictures Classics            | Jonathan Demme                          |
| 2008 | Wendy and Lucy                          | Oscilloscope Pictures             | Kelly Reichardt                         |
| 2009 | Precious°                               | Lionsgate                         | Lee Daniels                             |
| 2009 | (500) Days of Summer                    | Fox Searchlight                   | Marc Webb                               |
| 2009 | Amreeka                                 | National Geographic Entertainment | Cherien Dabis                           |
| 2009 | The Last Station                        | Sony Pictures Classics            | Michael Hoffman                         |
| 2009 | Sin Nombre                              | Focus Features                    | Cary Fukunaga                           |

### Anii 2010
| An   | Câștigător                                       | Compania de distribuție             | Regizor(i)                      |
| ---- | ------------------------------------------------ | ----------------------------------- | ------------------------------- |
| 2010 | Black Swan°                                      | Fox Searchlight                     | Darren Aronofsky                |
| 2010 | 127 Hours°                                       | Fox Searchlight                     | Danny Boyle                     |
| 2010 | Greenberg                                        | Focus Features                      | Noah Baumbach                   |
| 2010 | The Kids Are All Right                           | Focus Features                      | Lisa Cholodenko                 |
| 2010 | Winter's Bone°                                   | Roadside Attractions                | Debra Granik                    |
| 2011 | The Artist≠                                      | The Weinstein Company               | Michel Hazanavicius             |
| 2011 | 50/50                                            | Summit Entertainment                | Jonathan Levine                 |
| 2011 | Beginners                                        | Focus Features                      | Mike Mills                      |
| 2011 | The Descendants°                                 | Fox Searchlight                     | Alexander Payne                 |
| 2011 | Drive                                            | FilmDistrict                        | Nicolas Winding Refn            |
| 2011 | Take Shelter                                     | Sony Pictures Classics              | Jeff Nichols                    |
| 2012 | Silver Linings Playbook°                         | The Weinstein Company               | David O. Russell                |
| 2012 | Beasts of the Southern Wild°                     | Fox Searchlight                     | Benh Zeitlin                    |
| 2012 | Bernie                                           | Millennium Entertainment            | Richard Linklater               |
| 2012 | Keep the Lights On                               | Music Box Films                     | Ira Sachs                       |
| 2012 | Moonrise Kingdom                                 | Focus Features                      | Wes Anderson                    |
| 2013 | 12 Years a Slave≠                                | Fox Searchlight                     | Steve McQueen                   |
| 2013 | All Is Lost                                      | Lionsgate                           | J. C. Chandor                   |
| 2013 | Frances Ha                                       | IFC Films                           | Noah Baumbach                   |
| 2013 | Inside Llewyn Davis                              | CBS Films                           | Joel Coen și Ethan Coen         |
| 2013 | Nebraska°                                        | Paramount Vantage                   | Alexander Payne                 |
| 2014 | Birdman or (The Unexpected Virtue of Ignorance)≠ | Fox Searchlight                     | Alejandro G. Iñárritu           |
| 2014 | Boyhood°                                         | IFC Films                           | Richard Linklater               |
| 2014 | Love Is Strange                                  | Sony Pictures Classics              | Ira Sachs                       |
| 2014 | Selma                                            | Paramount Pictures                  | Ava DuVernay                    |
| 2014 | Whiplash°                                        | Sony Pictures Classics              | Damien Chazelle                 |
| 2015 | Spotlight≠                                       | Open Road Films                     | Tom McCarthy                    |
| 2015 | Anomalisa                                        | Paramount Pictures                  | Charlie Kaufman și Duke Johnson |
| 2015 | Beasts of No Nation                              | Bleecker Street/Netflix             | Cary Joji Fukunaga              |
| 2015 | Carol                                            | StudioCanal/The Weinstein Company   | Todd Haynes                     |
| 2015 | Tangerine                                        | Magnolia Pictures                   | Sean Baker                      |
| 2016 | Moonlight≠                                       | A24                                 | Barry Jenkins                   |
| 2016 | American Honey                                   | A24                                 | Andrea Arnold                   |
| 2016 | Chronic                                          | Wild Bunch                          | Michel Franco                   |
| 2016 | Jackie                                           | Fox Searchlight                     | Pablo Larraín                   |
| 2016 | Manchester by the Sea°                           | Amazon Studios/Roadside Attractions | Kenneth Lonergan                |
| 2017 | Get Out°                                         | Universal Pictures                  | Jordan Peele                    |
| 2017 | Call Me by Your Name°                            | Sony Pictures Classics              | Luca Guadagnino                 |
| 2017 | The Florida Project                              | A24                                 | Sean Baker                      |
| 2017 | Lady Bird°                                       | A24                                 | Greta Gerwig                    |
| 2017 | The Rider                                        | Sony Pictures Classics              | Chloé Zhao                      |
| 2018 | If Beale Street Could Talk                       | Annapurna Pictures                  | Barry Jenkins                   |
| 2018 | Eighth Grade                                     | A24                                 | Bo Burnham                      |
| 2018 | First Reformed                                   | A24                                 | Paul Schrader                   |
| 2018 | Leave No Trace                                   | Bleecker Street                     | Debra Granik                    |
| 2018 | You Were Never Really Here                       | Amazon Studios                      | Lynne Ramsay                    |
| 2019 | The Farewell                                     | A24                                 | Lulu Wang                       |
| 2019 | A Hidden Life                                    | Fox Searchlight                     | Terrence Malick                 |
| 2019 | Clemency                                         | Neon                                | Chinonye Chukwu                 |
| 2019 | Marriage Story°                                  | Netflix                             | Noah Baumbach                   |
| 2019 | Uncut Gems                                       | A24                                 | Benny Safdie și Joshua Safdie   |

### Anii 2020
| An   | Câștigător                        | Compania de distribuție      | Regizor(i)                      |
| ---- | --------------------------------- | ---------------------------- | ------------------------------- |
| 2020 | Nomadland≠                        | Searchlight Pictures         | Chloé Zhao                      |
| 2020 | First Cow                         | A24                          | Kelly Reichardt                 |
| 2020 | Ma Rainey's Black Bottom          | Netflix                      | George C. Wolfe                 |
| 2020 | Minari°                           | A24                          | Lee Isaac Chung                 |
| 2020 | Never Rarely Sometimes Always     | Focus Features               | Eliza Hittman                   |
| 2021 | The Lost Daughter                 | Netflix                      | Maggie Gyllenhaal               |
| 2021 | A Chiara                          | Neon                         | Jonas Carpignano                |
| 2021 | C’mon C’mon                       | A24                          | Mike Mills                      |
| 2021 | The Novice                        | IFC Films                    | Lauren Hadaway                  |
| 2021 | Zola                              | A24                          | Janicza Bravo                   |
| 2022 | Bones and All                     | MGM/United Artists Releasing | Luca Guadagnino                 |
| 2022 | Everything Everywhere All at Once | A24                          | Daniel Kwan și Daniel Scheinert |
| 2022 | Our Father, the Devil             | Resolve Media                | Ellie Foumbi                    |
| 2022 | Tár                               | Focus Features               | Todd Field                      |
| 2022 | Women Talking                     | MGM/United Artists Releasing | Sarah Polley                    |